# Guillaume Charlier
Guillaume Charlier (Ixelles, 1854 – Saint-Josse-ten-Noode, 1925) belga szobrász.

## Élete és művészete
Charlier sokgyermekes család legidősebb fia volt. Apja 1870-ben elhunyt és neki 15 éves korában korában már dolgoznia kellett. Festők mellett kapott munkát, ebből támogatta családját és fedezte tanulmányait.
1880-ban vásárolta meg Henri Van Cutsem műgyűjtő az első alkotását, és ettől kezdve sorsa anyagilag jobbra fordult. Ennek ellenére nem feledkezett meg a kezdetekről, korábbi sorstársairól, a szegényekről. A dolgozó rétegekkel érzett szolidaritás munkásságának egyik fő motívuma lett.
Néhány hónapot Olaszországban is eltöltött, ahol természetesen kapcsolatba került az antik művészettel. De ott is leginkább az utca embere érdekelte.
Charlier jelentős portrékészítő is volt. Brüsszelen kívül Tournai-ban és Blankenberge-ben is megtalálhatók köztereken személyeket ábrázoló szobrai. Tagja lett Szépművészeti Nemzeti Társaságnak (Société Nationale des Beaux-Arts) és ő követte Jef Lambeaux-t a XX-ak társaságában. Korában központi szerepet játszott tehát Belgium művészi életében, de halála után Constantin Meunier árnyékába került.
Itt látható szobra művészi emberábrázolása mellett azért is különleges, mert e témát nem volt szokás ilyen drága anyagból megmintázni. Charlier azonban gazdag mecénása révén könnyen jutott hozzá a drága fehér márványhoz, és nem sajnálta egyszerű emberek megörökítésére „pazarolni” azt.
Szerény, visszahúzódó, csak a művészetének élő ember volt, kerülte a vitákat. Művei túlnyomórészt a Tournai-i Szépművészeti Múzeumban, valamint az egykori házában berendezett,  róla elnevezett brüsszeli  Charlier Múzeumban találhatók meg.

## Galéria

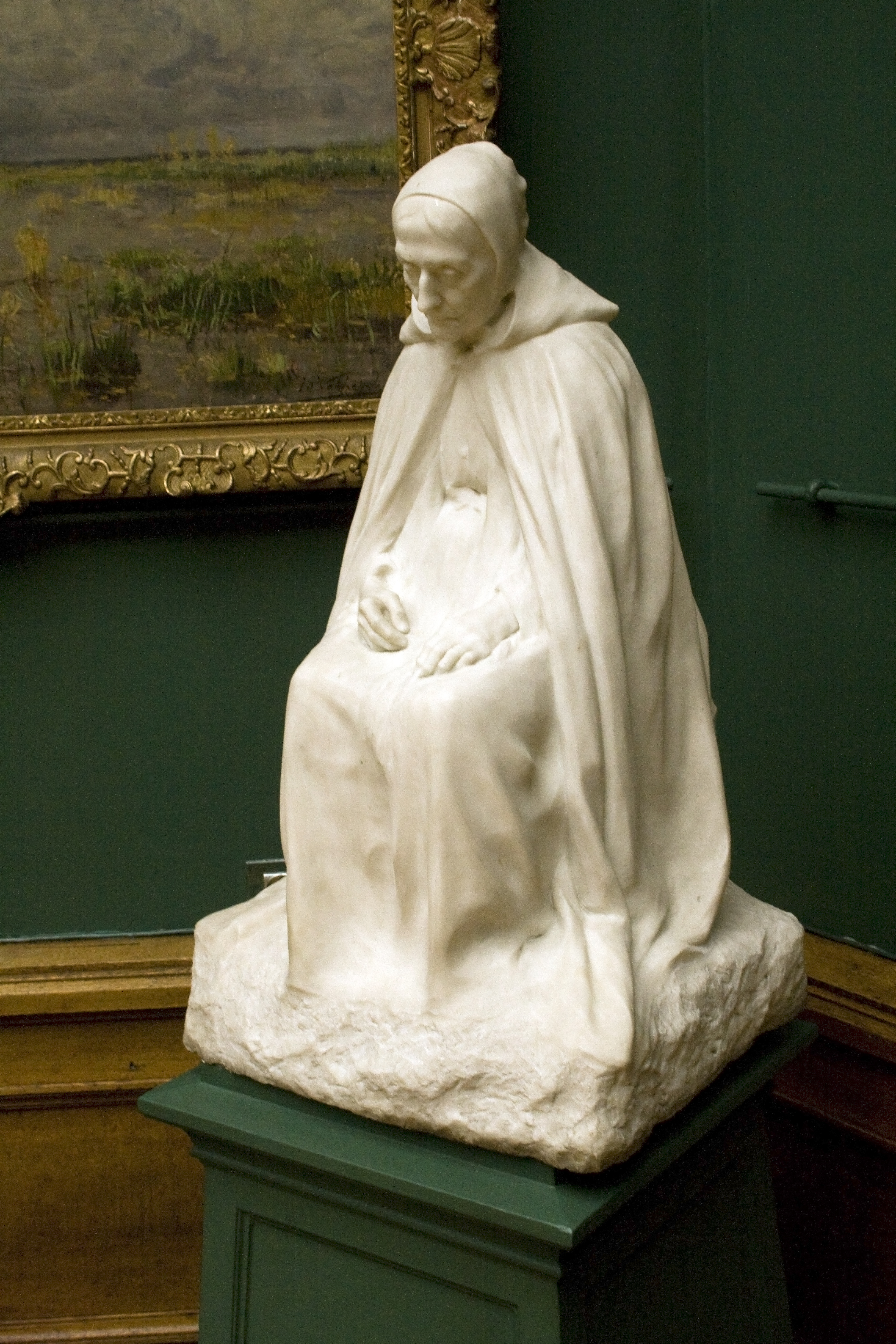
Idős hölgy
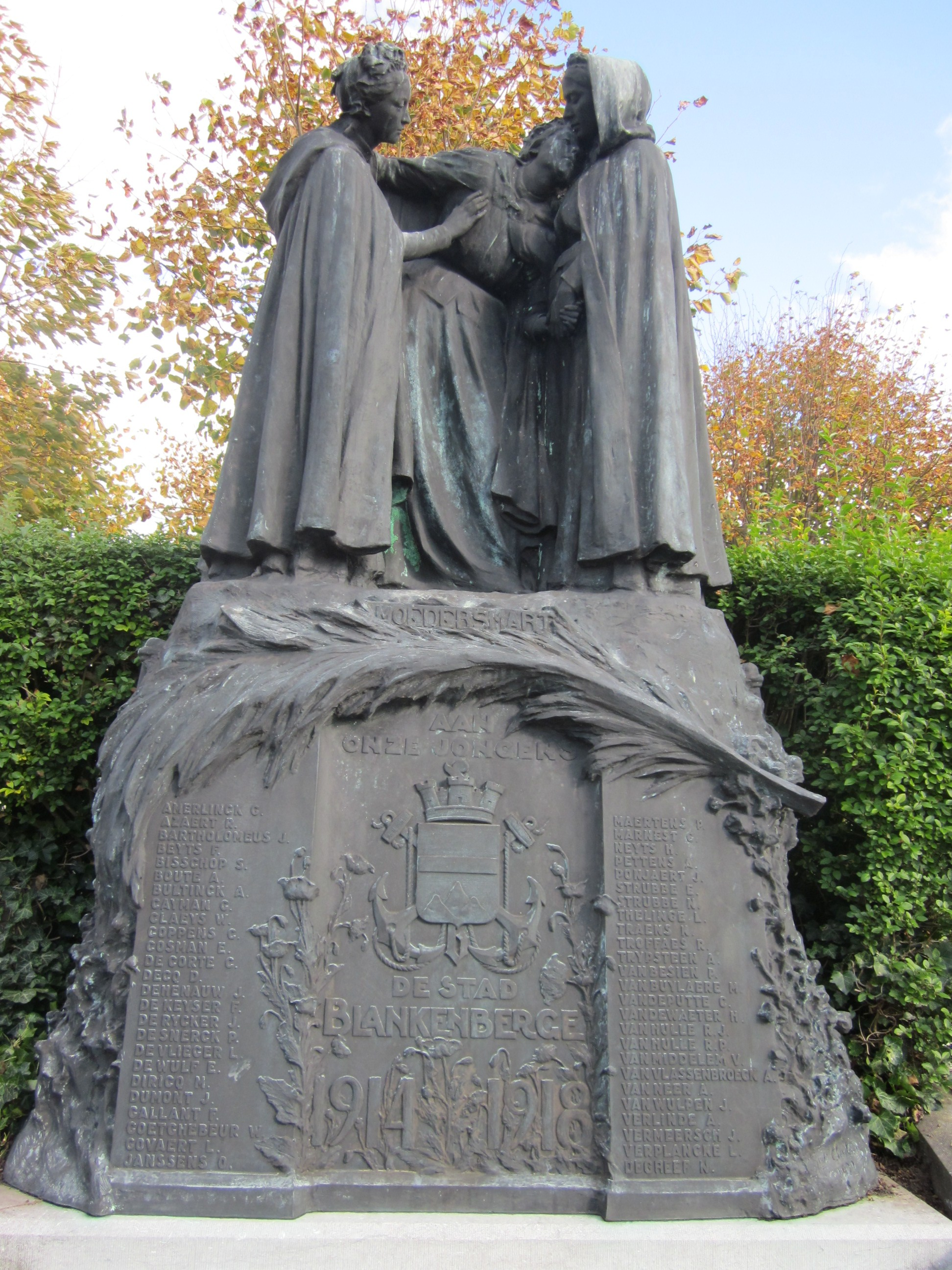
Anyai fájdalom
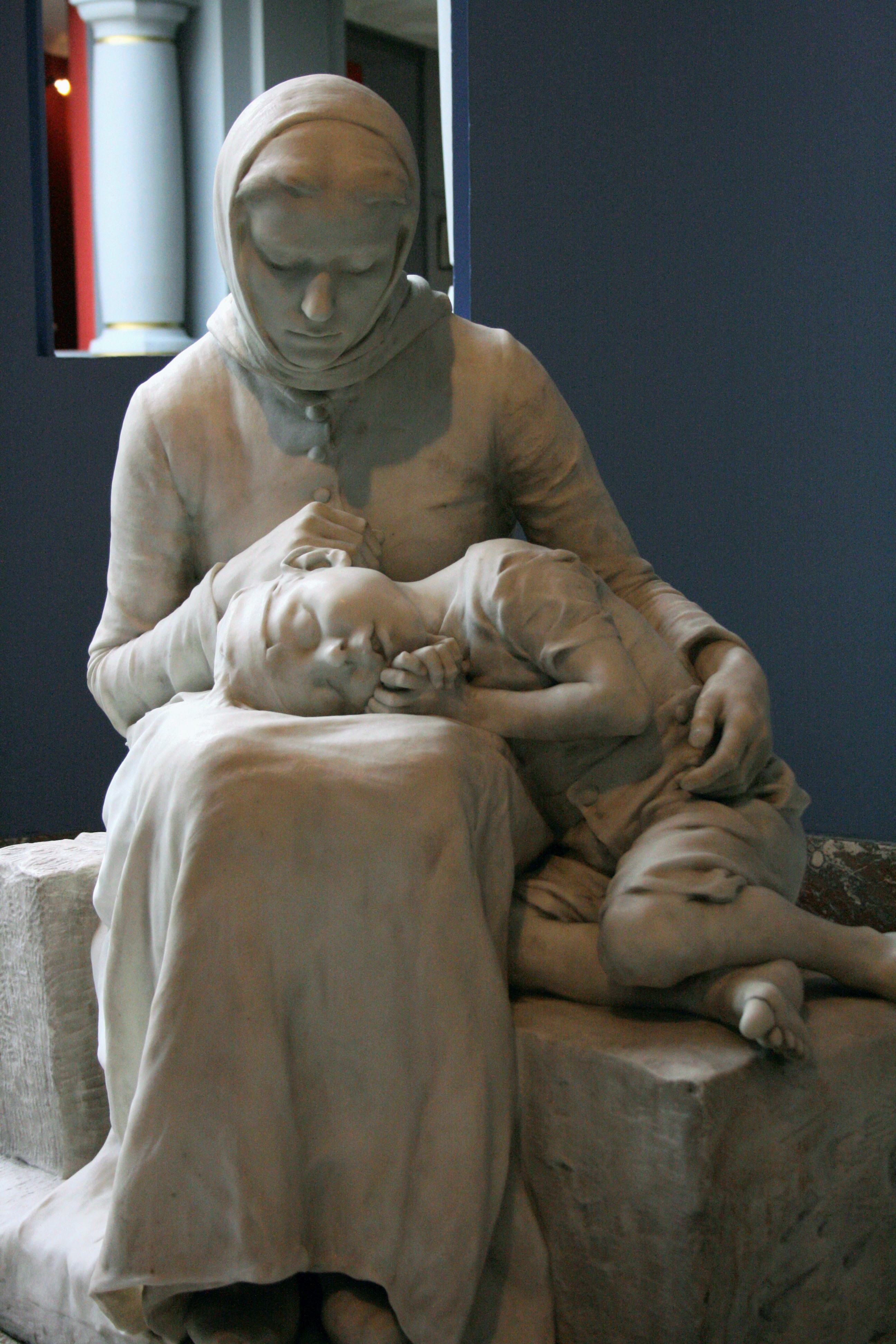
Aggódó anya
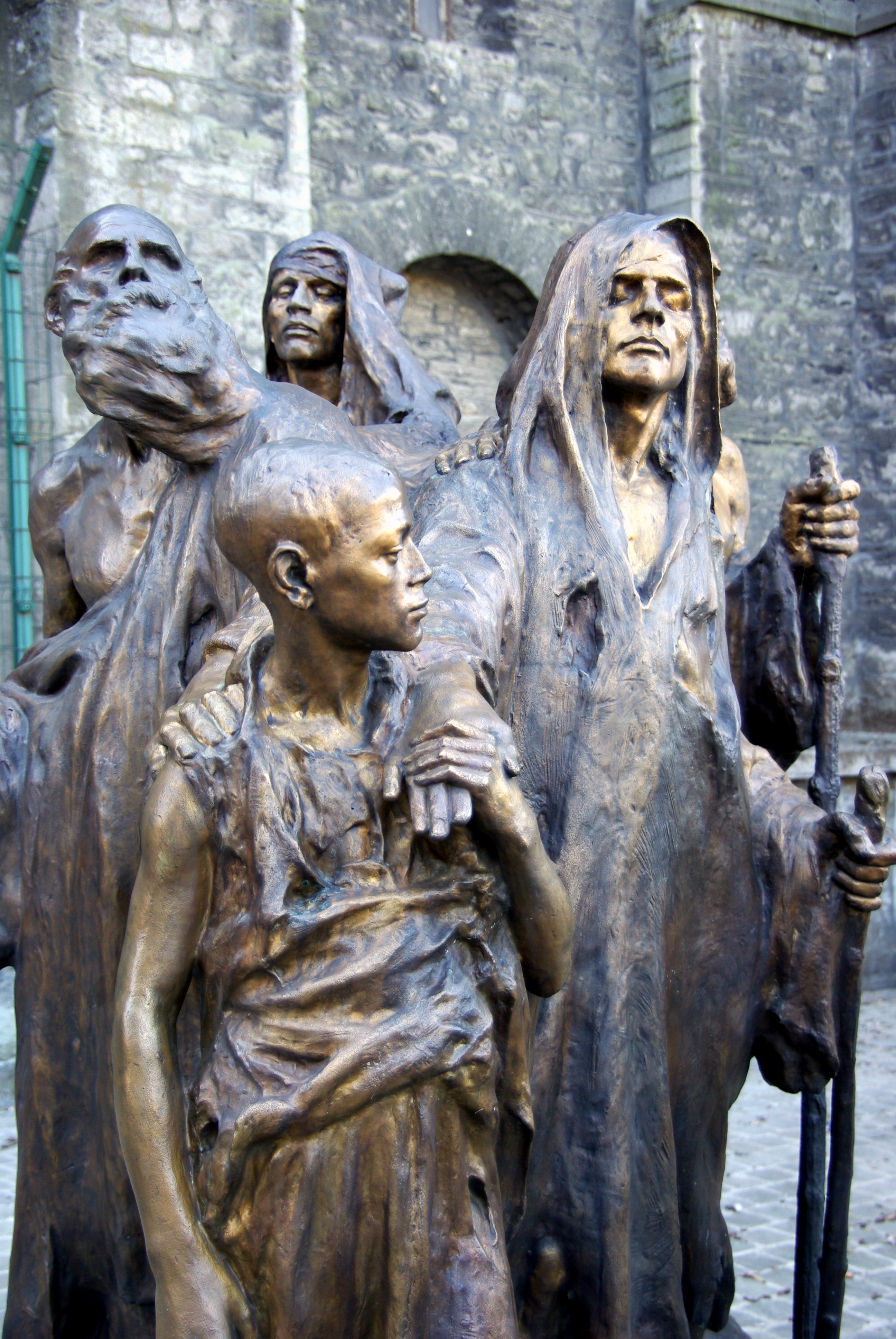
Világtalanok